# 696 Leonora
696 Leonora
696 Leonora là một tiểu hành tinh ở vành đai chính. Nó được Joel Hastings Metcalf phát hiện ngày 10.01.1910 ở Taunton, Massachusetts và được đặt theo tên Mary Leonora Snow, vợ của Arthur Snow, người tính quỹ đạo của nó